# فوتبال در ساحل عاج
فوتبال پرطرفدارترین ورزش در ساحل عاج است. تیم ملی فوتبال این کشور در سال ۲۰۰۶ در جام جهانی فوتبال در آلمان حضور داشت. ساحل عاج قهرمان جام ملت‌های آفریقا در سال ۱۹۹۲ در سنگال شد و در ۲۰۱۵ برای دومین بار این عنوان را کسب کرد.
بازیکنان مشهور این کشور شامل کولو توره، دیدیه دروگبا، ویلفرید بونی، یحیی توره، ژروینیو، سیدو دومبیا و سالومون کالو هستند.